# یواس‌اس جرالد (ای‌پی‌ای-۱۷۴)
یواس‌اس جرالد (ای‌پی‌ای-۱۷۴) (به انگلیسی: USS Jerauld (APA-174)) یک کشتی بود که طول آن ۴۵۵ فوت ۰ اینچ (۱۳۸٫۶۸ متر) بود. این کشتی در سال ۱۹۴۴ ساخته شد.